# Abdallah Bensmain
 (décembre 2013).
Abdallah Bensmain (en arabe : عبد الله بن سماعين) né en 1948 à Oued Zehour, près de Skikda, en Algérie, est un journaliste et écrivain algérien installé au Maroc. Il est de formation scientifique et littéraire.

## Parcours
Natif en 1948 à Oued Zehour dans la région de Collo (Wilaya de Skikda), il est issu de la tribu des Ouled Attia, il a passé toute sa jeunesse en Algérie avant d'aller s'installer au Maroc.
Abdallah Bensmain a fait l’Enac de Toulouse, l'école nationale française de l'aviation civile il est sorti diplômé avec un contrôle aérien, spécialité « GCA ». Il est aussi issu de la 1re promotion d’élèves pilotes de chasse sur Fouga Magister à l’École de pilotage de Bou Sfer. Il a aussi fait de la littérature à l'Université du Québec à Montréal (Sémiologie et Psychanalyse).

## Carrière
Abdallah Bensmain a commencé à exercer le métier de journaliste à partir de l'année 1976 au Maroc, qui est devenu son pays de résidence et d’adoption.
Il s'est spécialisé dans la presse écrite en travaillant dans des journaux et des magazines tels que L'Opinion, Le Matin, Le Message de la Nation, La Vie éco, Le Temps du Maroc et Sindbad. Il était journaliste, correspondant de presse, chef de rubrique ou rédacteur en chef.
Abdallah Bensmaïn a également travaillé à la fin des années 1970, sur les ondes de la Radio et Télévision Marocaine (RTM), il était producteur et réalisateurs de plusieurs thèmes tels que Le Temps des poètes, en collaboration avec Radio Canada, il a également assuré la conception et l’édition de plusieurs publications institutionnelles (agences gouvernementales, organisations internationales , etc.).
En plus de ses différentes tâches accomplies dans sa carrière professionnelle, il a donné plusieurs conférences dans des universités marocaines et ses contributions sur les littératures maghrébine et africaine ont été publiées dans plusieurs revues universitaires, au Maroc et à l’étranger.
Intervenant, à ESJ Paris - Ecole Supérieure de Journalisme de Paris, 1ère et 2ème Années Master, sur la déontologie journalistique et l'écriture journalistique 

## Honneurs
Grâce sa carrière si riche et son parcours, Abdallah Bensmain figure dans lAnthologie de la poésie marocaine (Jean Déjeux) et aussi dans lEncyclopédie de la poésie algérienne de langue française de 1930 à 2008 (Ali El Hadj Tahar) ainsi que dans des hommages à Jean Sénac et dans de nombreuses autres sélections de textes d’auteurs maghrébins. Abdallah Bensmaïn est également dans "Figures de la presse marocaine", un annuaire biographique largement consacré à des journalistes de la presse écrite, de la télévision, de la radio, écrit par Driss Ajbali et édité par l'Agence marocaine de presse (MAP).

## Œuvre

### Poésie
- À terre joie ( Hors commerce ), 1975, Oran.
- La médiane obscure, Rabat, Pro-Culture, 1978
- Versets pour un voyageur, Rabat, SMER, 1983
- Le Maroc en Noir et Blanc (série de cartes postales sur des photos de Abderrazak Benchaabane, illustrées par des vers de Versets pour un voyageur ), Rabat, Média Productions, 1987
- Oeuvre poétique traduite en italien sous le titre  - Abdallah Bensmaïn. Versetti per un viaggiatore, traduction de Claudia Gasparini, 1994 - Fondazione Piazzolla, Roma

### Essais
- Crise du sujet, crise de l’identité : Une lecture psychanalytique de Rachid Boudjedra, Casablanca, Afrique Orient, 1984
- Enfances maghrébines (en collaboration), Casablanca, Afrique Orient, 1987
- Symbole et idéologie (entretien avec Roland Barthes, Abdallah Laroui, Jean Molino), Rabat, Media Productions, 1987
- "Quand le printemps est arabe" (en collaboration), Casablanca, La Croisée des Chemins, 2014
- "Abdelkébir Khatibi, la pensée des interstices" (en collaboration), Kénitra, Université Ibn Tofail, Faculté des Lettres, 2014

- Journalisme et politique In "Les territoires de l’écriture" (en collaboration) 2014 - Publication de l’Université Internationale de Rabat

- Alors l’information ? Les journalistes parlent du journalisme… et d’eux-mêmes, Casablanca, Afrique Orient, 2015
- Dessins d'enfants et imaginaire : lectures plurielles  (en collaboration) 2017 - Afrique Orient
- Deux nations, une patrie in “Exil, Mémoire, Migration” (en collaboration) 2017 – Coédition Casa Express - Université Internationale de Rabat.
- Les discours et les faits, les mots et la réalité in Méditerranéité plurielle (en collaboration) 2019 - L'Harmattan[3]
- « Le roman marocain de langue française : Lectures croisées d’un renouveau littéraire » (en collaboration) - 2021 - Agadir, université Ibn Zohr, Faculté des Langues, des Arts et des Sciences Humaines.
- L'Ecriture, la parole suivi de l'interviewer interviewé - Entretiens - La Croisée des Chemins - 2023

### Fiction
- Le retour du Muezzin (avec une postface de Abdelkébir Khatibi ), Paris, Publisud, 2011